# Обонезька п'ятина

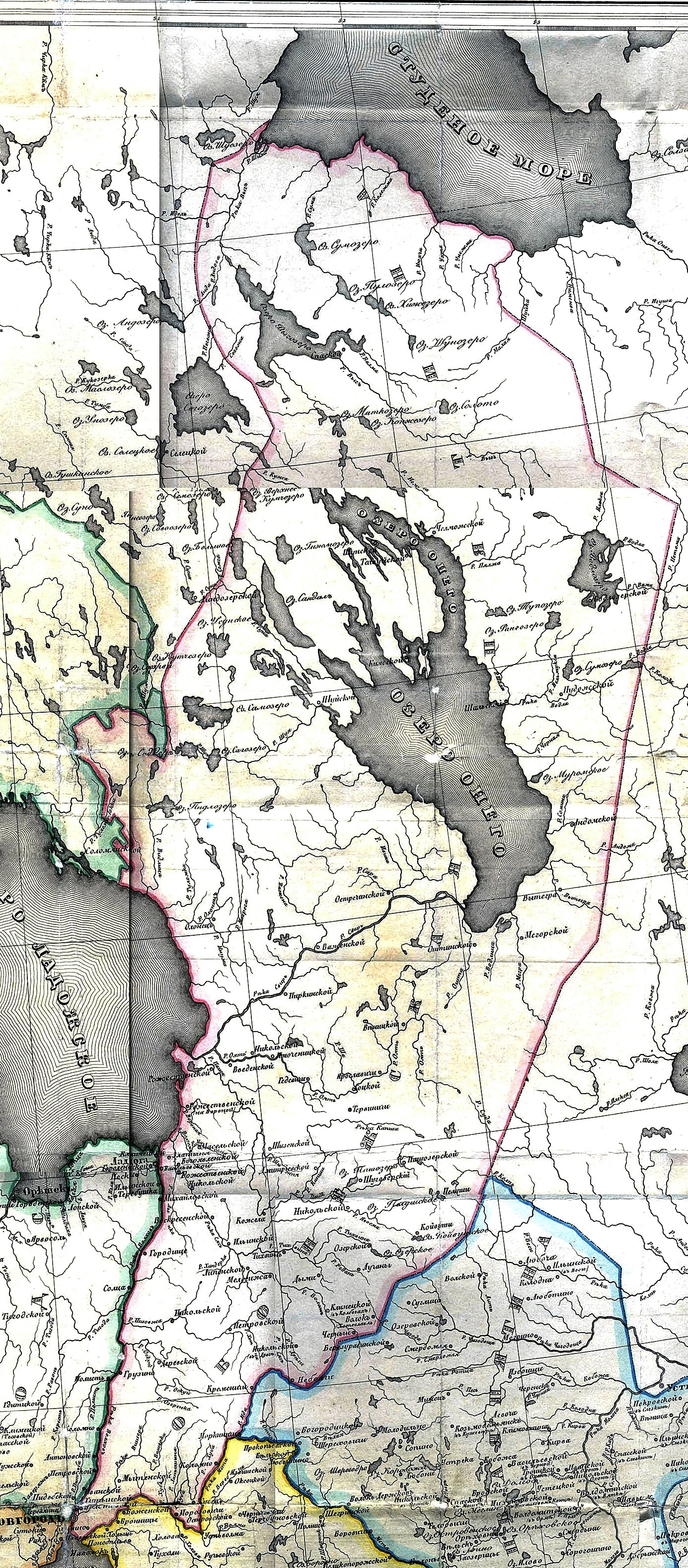
Обонезька пятина Новгородської землі, XVI століття

Обонезька п'ятина («об», у значенні «навколо», і «Онежжя», від назви Онезького озера, тобто Обонежжя буквально означає «місцевість навколо Онезького озера») — північно-східна п'ятина Новгородської землі в XV-XVIII століттях.
Перший частково збережений до нашого часу опис п'ятини знаходиться в писцевій книзі 7004 (1495/96) листи Юрія Костянтиновича Сабурова.
З XVI століття ділилася на Заонезьку (навколо Онезького озера) та Нагірну (річкою Мсте) половини. Заонезька половина складалася з 45 цвинтарів, Нагірна - з 36 цвинтарів. Про розміри п'ятини можна судити, наприклад, з того, що Дерев'яницький цвинтар Обонежської п'ятини знаходився за дві версти від Новгорода (біля Дерев'яницького монастиря), а цвинтар Спаський тієї ж п'ятини — в 700 верстах, на Виго-озері, біля Білого моря.

## Географія
Як і більшість п'ятин, Обонезька починалася з Новгорода і її землі охоплювали східний берег Волхова аж до південно-східного берега Ладозького озера (схід Ленінградської області), потім Обонезька пятина охоплювала береги Онезького озера (сучасна Карелія) і поширювалася на північ до Студеного моря (захід Архангельської області). З південного сходу і півдня межа п'ятини йшла до річки Мде, що впадає в річку Мсту, по річках Мде і Мсті до гирла і озером Ільмень до початку річки Волхов.
Територія п'ятини ділилася на дві половини: Заонезька та Нагірна.

## Історія
У XIV столітті центром південного Обонежья стає Тихвін, тоді як північним форпостом цього краю стає Соловецький монастир.
У 1565, коли цар Іван Грозний розділив Російську державу на опричнину та земщину, п'ятина увійшла до складу останньої.
У 1773 землі Обонежської п'ятини увійшли до складу Олонецької провінції, яка з 1801 набуває статусу губернії.